# 蒂扬日
蒂扬日（法語：Thianges，法語發音：[tjɑ̃ʒ]）是法国涅夫勒省的一个市镇，属于讷韦尔区。

## 地理
蒂扬日（46°54'39"N, 3°29'58"E）面积12.8 平方千米，位于法国勃艮第-弗朗什-孔泰大區涅夫勒省，该省份为法国中部省份，北至约讷省，西北接卢瓦雷省，西接谢尔省，南至阿列省，东南接索恩-卢瓦尔省，东临科多尔省。
与蒂扬日接壤的市镇（或旧市镇、城区）包括：维尔朗吉、博蒙-萨尔多勒、尚韦尔、迪耶讷-欧比尼、拉马希讷、特鲁瓦韦夫尔。

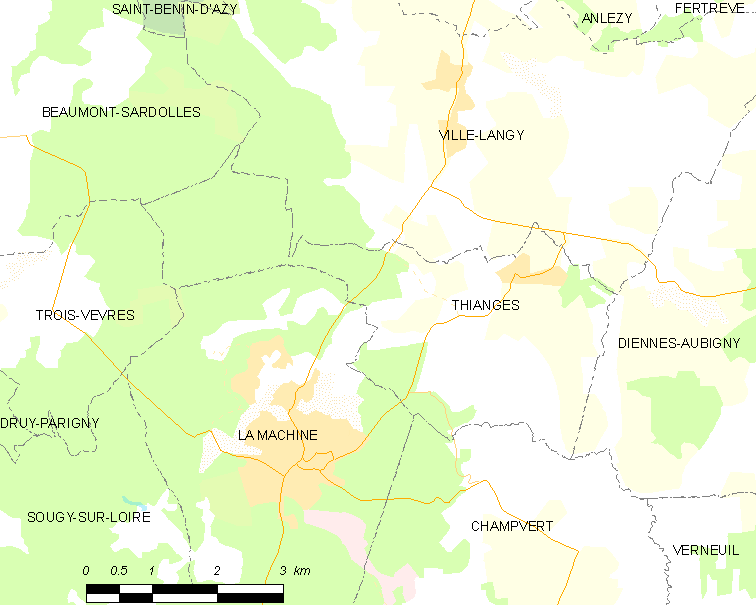
蒂扬日的OSM定位图

蒂扬日的时区为UTC+01:00、UTC+02:00（夏令时）。

## 行政
蒂扬日的邮政编码为58260，INSEE市镇编码为58291。

## 政治
蒂扬日所属的省级选区为安菲县。

## 人口

1962-2008年间蒂扬日人口变化图示

蒂扬日于2022年1月1日时的人口数量为173人。